# 胡必亮
胡必亮（1961年9月—2024年4月17日），中国经济学家；北京师范大学“一带一路”研究院院长。

## 生平
中南财经政法大学经济学学士，亚洲理工学院-德国多特蒙德大学联合理学硕士，德国维藤大学经济学博士，哈佛大学博士后。
胡必亮认为“我们国家现在和非洲定的奖学金标准很低，（非洲留学生）一人一年也就十万块钱左右。”这些留学生返回本国后就职于政府部门或投身商界，是促进未来与中国合作很重要的种子。
2024年4月17日，胡必亮在北京因突发疾病医治无效，享年62岁。

## 奖项
孙冶方经济科学奖（1994、2006）
第二届张培刚发展经济学优秀成果奖（2008）